# 日本最後の一覧
日本最後の一覧（にほんさいごのいちらん）は、日本で最後となった物事、もしくは日本人として最後となった物事の一覧。
なお、掲載対象となる事物は廃止・死亡等のため更新不可能なものを原則とし、現在も可能な物事は法改正や環境の変化に起因し事実上不可能となったものに限定して掲載する。

## 生物
- 野生のトキ：キン。2003年10月10日に死亡。
- 野生のコウノトリ：1971年5月25日に兵庫県豊岡市で保護された個体。
- ニホンオオカミ：1905年1月23日に奈良県東吉野村鷲家口で捕獲された若いオス。これ以降、公式的に確認された生存情報がない。
- マミジロクイナ：日本では小笠原諸島の硫黄島に生息していたが、1924年頃に絶滅[1]。
- ニホンアシカ：1975年に竹島で2頭の目撃例があったのを最後に確実な目撃例はなく、1991年の環境庁レッドデータブックでは「絶滅種」と記載された。[注釈 1]
- ニホンカワウソ：1979年以降確実な目撃例がなく、2012年に絶滅種に指定された。

## 政治や軍事

### 天皇・朝廷および律令制に由来する地位・官職
- 最後の太上天皇：光格上皇（文化14年3月22日（1817年5月7日）譲位、同年3月24日（5月9日）宣下 - 天保11年11月18日（1840年12月11日）崩御）[2]。
- 最後の法皇：霊元法皇（正徳3年（1713年）8月落飾 - 享保17年8月6日（1732年9月24日）崩御）
- 未婚のまま崩御した最後の男性天皇：安徳天皇（在位 1180年2月21日 - 1185年4月25日崩御）
- 最後の女性天皇：後桜町天皇（在位 1762年 - 1770年）[注釈 2]
- 最後の中宮：昭憲皇太后（明治元年12月28日（1869年2月9日）立后 - 明治2年7月8日（1869年8月15日）中宮職廃止）
- 最後の女御：昭憲皇太后（明治元年12月28日（1869年2月9日）宣下、即日中宮冊立）
- 最後の非妻后の皇后：奨子内親王（文保3年3月27日（1319年4月18日）冊立 - 正平3年11月2日（1348年11月23日）崩御）
- 最後に准三宮（准后）宣下を受けた人物：桂宮淑子内親王（慶応2年4月22日（1866年6月5日）宣下[3]）
- 最後に親王宣下を受けた皇族：東伏見宮依仁親王（1886年（明治19年）5月1日宣下）[注釈 3]
- 最後に皇籍復帰した人物：渋谷家教（1888年（明治21年）6月28日伏見宮家へ皇籍復帰、即日臣籍降下し清棲家教）
- 最後の人臣の摂政：二条斉敬（在任 慶応3年1月9日（1867年2月13日） - 慶応3年12月9日（1868年1月3日））
- 最後に摂政に就任した人物：裕仁（昭和天皇）（在任 1921年（大正10年）11月25日 - 1926年（大正15年）12月25日） ※法制度上では現在でも皇族が摂政に就任することは可能であるが、これ以降実際に就任した例はない
- 最後の関白：二条斉敬（在任 文久3年12月23日（1864年1月31日） - 慶応2年12月25日（1867年1月30日））
- 最後の太政大臣：三条実美（在任 1871年 - 1885年）
- 最後の女院：新待賢門院（正親町雅子）（嘉永3年（1850年）院号宣下 - 安政3年7月6日（1856年8月6日）没）
- 最後の斎院：礼子内親王（在任 1204年 - 1212年）
- 最後の斎宮：祥子内親王（在任 1333年 - 1334年）
- 最後の藤氏長者：九条道孝（慶応4年（1869年）2月22日宣下 - ）
- 最後の陰陽師：土御門晴雄（在任 1842年 - 1869年）
- 最後の勅撰和歌集：新続古今和歌集（永享11年（1439年）成立）
- 最後の琉球国王：尚泰王（在位 1848年6月8日 - 1872年10月16日）
- 最後に正一位を叙位された人物：織田信長（叙位：1917年11月17日　死没：1582年6月2日）
- 最後に正一位を生前叙位された人物：三条実美（叙位：1891年2月18日　死没：同年同日）

### 幕府および武士
- 幕府：江戸幕府（慶応3年10月14日〈1867年11月9日〉滅亡）
- 武家法：武家諸法度
- 征夷大将軍：徳川慶喜（在任 1866年 - 1867年）
- 大老：酒井忠績（在任 1865年）
- 老中首座：酒井忠惇（在任 1867年 - 1868年）
- 西国筋郡代：窪田鎮勝
- 幕藩体制下で最後に発足した藩：高徳藩（1866年成立）
- 最後まで生存していた大名：林忠崇（1941年1月22日没）
※考え方によっては：分部光謙（1944年11月29日没）
- 最後まで生存していた戦国大名：伊達政宗（1636年6月27日没）
※考え方によっては：立花宗茂（1643年1月15日没）、真田信之（1658年11月12日没）
- 最後まで生存していた新選組隊士：池田七三郎（1938年1月16日没）
- 最後まで生存していた松下村塾塾生（吉田松陰時代）[注釈 4]：渡辺蒿蔵（1939年9月7日没）
- 最後に切腹した人物（日本法制史上。軍人を除く）：加賀本多家旧臣12人（本多弥一、富田総、鏑木勝喜知、吉見亥三郎、矢野策平、西村熊、舟喜鉄外、浅井弘五郎、廣田嘉三郎、湯口藤九郎、芝木喜内、藤江松三郎）[注釈 5]
- 最後に単身で切腹した人物（日本法制史上。軍人を除く）：服部盛能（京都府士族）[注釈 6]
- 最後に除族の上、斬首刑の判決が下された人物（日本法制史上かつ記録上）：徳田徹雄[注釈 7]

### 近代以降の政治制度
- 最後の元老：西園寺公望（1940年11月24日没）
- 最後の枢密院議長：清水澄（在任 1946年6月13日 - 1947年5月2日。枢密院は日本国憲法施行で廃止）
- 最後の貴族院議長：徳川家正（在任 1946年6月19日 - 1947年5月2日。貴族院は日本国憲法施行で廃止）
- 最後の朝鮮総督：阿部信行（在任 1944年7月24日 - 1945年9月27日）
- 最後の台湾総督：安藤利吉（在任 1944年12月30日 - 1945年10月25日）
- 最後の大審院長：細野長良（在任 1946年2月8日 - 1947年5月3日）
- 最後の叙爵者：原嘉道（1944年（昭和19年）8月7日叙爵。華族制度は日本国憲法施行で廃止）
- 最後の勅令[注釈 8]：外国人登録令（昭和22年勅令第207号）1947年5月2日公布。
- 内閣総理大臣
  - 最後の大政奉還以前生まれの総理大臣：平沼騏一郎（1867年10月25日生。1939年8月30日退任）[注釈 9]
  - 最後の明治改元以前生まれの総理大臣：鈴木貫太郎（1867年12月24日生。1945年8月17日退任）[注釈 10]
  - 最後の19世紀生まれの総理大臣：池田勇人（1899年12月3日生。1964年11月9日退任）[注釈 11]
  - 最後の明治生まれの総理大臣：鈴木善幸（1911年1月11日生。1982年11月27日退任）[注釈 12]
  - 最後の大正生まれの総理大臣：村山富市（1924年3月3日生。1996年1月11日退任）[注釈 13]
  - 最後の戦前生まれの総理大臣：麻生太郎（1940年9月20日生まれ。2009年9月16日退任）
- 中央省庁再編により消滅した省庁の最後の大臣・長官・委員長（任期終了は防衛庁長官を除き2001年1月6日、防衛庁長官のみ2007年1月8日）
  - 郵政大臣・自治大臣・総務庁長官：片山虎之助（2000年12月5日就任）
  - 大蔵大臣：宮澤喜一（1998年7月30日就任）
  - 厚生大臣・労働大臣：坂口力（2000年12月5日就任）
  - 建設大臣・運輸大臣・北海道開発庁長官・国土庁長官：林寛子（扇千景）（2000年7月4日就任）
  - 通商産業大臣：平沼赳夫（2000年7月4日就任）
  - 文部大臣・科学技術庁長官：町村信孝（2000年12月5日就任）
  - 環境庁長官：川口順子（2000年7月4日就任）
  - 金融再生委員会委員長：柳澤伯夫（2000年12月5日就任）
  - 沖縄開発庁長官：橋本龍太郎（2000年12月5日就任）
  - 経済企画庁長官：額賀福志郎（2000年12月5日就任）
  - 防衛庁長官：久間章生（2006年9月26日就任）
- 中央省庁再編により消滅した省庁の最後の政務次官（総括政務次官は除く）
  - 法務政務次官：北岡秀二
  - 外務政務次官：町村信孝、武見敬三
  - 大蔵政務次官：谷垣禎一、中島真人
  - 文部政務次官：森田健作
  - 厚生政務次官：根本匠
  - 農林水産政務次官：松下忠洋、亀谷博昭
  - 通商産業政務次官：高市早苗、保坂三蔵
  - 運輸政務次官：林幹雄
  - 郵政政務次官：佐藤剛男
  - 労働政務次官：小山孝雄
  - 建設政務次官：遠藤利明
  - 自治政務次官：田野瀬良太郎
  - 総務政務次官：阿部正俊
  - 北海道開発政務次官：石崎岳
  - 防衛政務次官：浜田靖一
  - 経済企画政務次官：今井宏
  - 科学技術政務次官：稲葉大和
  - 環境政務次官：栗原博久
  - 沖縄開発政務次官：下地幹郎
  - 国土政務次官：谷川秀善
- 国会議員
  - 最後の江戸時代生まれの国会議員：宇垣一成（1956年に参議院議員在職のまま逝去）
※衆議院議員では：尾崎行雄（1953年の第26回衆議院議員総選挙で落選）
  - 最後まで在任した19世紀生まれの国会議員：灘尾弘吉（1983年11月28日退任）
  - 最後まで在任した明治生まれの国会議員：原健三郎と櫻内義雄（2000年6月2日退任）[注釈 14]
  - 最後まで在任した大正生まれの国会議員：中山太郎（1924年8月27日生。2009年7月21日退任）
- 国政選挙立候補者
  - 最後の大正生まれの国政選挙立候補者：川島良吉（1918年8月1日生。2012年衆議院議員選挙に出馬）
- 地方議員
  - 最後まで在任した大正生まれの市議会議員ならびに女性議員および地方議会選挙立候補者：橋本きくい（元潮来市議。1925年4月1日生。2016年1月31日の市議選で落選、2020年の選挙でも立候補したが落選）[12][13][14]
  - 最後まで在任していた大正生まれの地方議会議員：赤屋敷信一（一戸町議会議員。1926年1月29日生。2017年7月25日辞職）[注釈 15]
- 都道府県知事
  - 最後まで在任した19世紀生まれの都道府県知事：千田正（岩手県知事。1899年4月28日生。1979年4月29日退任）
  - 最後まで在任した明治生まれの都道府県知事：鈴木俊一（東京都知事。1910年11月6日生。1995年4月22日退任）
  - 最後まで在任した大正生まれの都道府県知事：須賀龍郎（鹿児島県知事。1924年9月29日生。2004年7月27日退任）
  - 最後まで在任した戦前生まれの都道府県知事：荒井正吾（奈良県知事。1945年1月18日生。2023年5月2日退任）
- 市区町村長
  - 最後まで在任した明治生まれの市区町村長：中山与志夫（朝日村長。1911年12月9日生。2001年1月10日死去）
  - 最後まで在任した大正生まれの市区町村長：大谷一二 (政治家)（川上村長。1924年4月13日生。2012年7月24日退任）
- 最後に設置された県：香川県（1888年（明治21年）12月3日愛媛県から分離独立）[注釈 16]
- 町村の合併により新設された市で、成立時の人口が5万人に満たない最後の市：鹿児島県南九州市（2007年12月1日、揖宿郡頴娃町・川辺郡知覧町・川辺町の合併により新設、法定人口42,191人（2005年10月1日）、推計人口41,001人（2007年10月1日））[注釈 17]
- 最後に特例市に指定された市：佐賀市（2014年4月1日指定。特例市制度は2015年に廃止）
- 最後の単独町制施行：大里町（2002年4月1日町制施行。現・熊谷市）
- 郵便局のない自治体：富山県中新川郡舟橋村（1994年5月9日舟橋簡易郵便局開業）
- 手書きの戸籍が残っていた自治体：東京都御蔵島村（2020年9月28日電算化）
- 上水道のない自治体：熊本県上益城郡嘉島町（2021年4月簡易水道による給水開始[15][16]）
- 最後の非電化集落：タイマグラ（岩手県宮古市江繋字向神楽）集落（1988年電気開通）

### 近代以降の軍事
- 日露戦争で戦った軍人で最後まで生存していた者：衛藤衛（1992年2月16日没）
- 第一次世界大戦で戦った軍人で最後まで生存していた者：高木惣吉（1979年7月27日没）
※ただし場合によっては：和田秀穂（1972年4月3日没）
- 最後の内戦：西南戦争（1877年）
- 最後に元帥府に列せられた人物：畑俊六（1944年6月2日）
- 最後に就任した陸軍大将：牛島満（1945年6月20日就任、1945年6月23日没）
- 最後に就任した海軍大将：井上成美（1945年5月15日就任、1975年12月15日没）
- 陸海軍大将に任ぜられた者で最後まで生存していた者：東久邇宮稔彦王（1939年就任、1990年1月20日没　享年102）
- 最後の連合艦隊司令長官：小沢治三郎（1945年5月29日就任、1966年11月9日没）
- 編成が発令された最後の大日本帝国陸軍師団：第158師団（1945年8月10日編成発令）
- 戦略単位として残った最後の乗馬騎兵部隊：騎兵第4旅団（1945年廃止）
- 最後に建造された戦艦：武蔵（1942年8月5日竣工）
- 最後に就役した正規空母：信濃 (空母)（1944年11月19日就役）
※当初から航空母艦として設計された艦では：葛城（雲龍型）（1944年10月15日竣工）。
- 最後に就役した日本海軍の艦艇：伊王（1945年3月24日就役）
- 現存する日本海軍最後の艦艇：三笠 (戦艦)（1925年、記念艦として保存）[注釈 18]
※第二次世界大戦に参加した艦艇では：宗谷[注釈 19]（1978年、海上保安庁巡視船から解役）[注釈 20]
- 最後の空襲：土崎空襲（秋田県秋田市、1945年8月14日午後10時27分頃 - 8月15日午前3時30分頃[注釈 21][17][18]）
  - 空襲の開始が土崎空襲よりも遅いことから、熊谷空襲（埼玉県熊谷市、1945年8月15日午前0時23分 - 1時39分）[19][20]を最後の空襲とする意見もあるが、最後まで空襲を受けていた（空襲の終了が熊谷空襲よりも遅い）という点から、国の公式見解においても土崎空襲を最後の空襲としている。
- 最後の空中戦：伊豆諸島上空でのB-32に対する迎撃戦（1945年8月18日）
- 最後の地上戦：南樺太での日本軍とソ連軍との戦い（1945年8月23日に終了）
- 戦争への参戦：朝鮮戦争。海上保安庁の掃海部隊からなる日本特別掃海隊が派遣された（1950年）[注釈 22]
- 日本が参戦した戦争による日本人最後の戦死者：朝鮮戦争における中谷坂太郎（1950年10月17日没、当時21歳）[注釈 23]
※解釈によっては：小塚金七（1972年10月19日没、当時51歳）[注釈 24]
- 第二次世界大戦終結後A級戦犯として起訴された被告人で最後まで生存していた者：鈴木貞一（1989年7月15日没、享年100）[注釈 25]
- 最後の交戦：九州南西海域工作船事件（2001年12月22日）
- 戦争の終結：モンテネグロ公国との間の戦争終結（2006年6月16日）[注釈 26]

### 外交
- 最後のオランダ商館長（カピタン）：ヤン・ドンケル・クルティウス（1860年オランダ商館廃止、オランダ総領事館に移行）
- 最後のドイツ国駐箚大使：大島浩（在任中の1945年5月にアメリカ軍に拘束され、後任が決まらないまま6月8日のベルリン宣言によってドイツ国が消滅）
- 最後駐日ドイツ国大使：ハインリヒ・ゲオルク・スターマー（在任中の1945年6月8日にベルリン宣言によってドイツ国が消滅）
- 最後の満洲国駐箚大使：山田乙三（大使在任中の1945年8月18日に満洲国が崩壊）
- 最後の駐日満洲国大使：王允卿（大使在任中の1945年8月18日に満洲国が崩壊）
- 最後の在外公館長たる特命全権公使：高橋通敏アイスランド駐箚特命全権公使、鈴木耕一ホンジュラス駐箚特命全権公使（両名とも1967年6月5日付で特命全権大使に昇格）
- 最後の中華民国駐箚大使：宇山厚（大使在任中の1972年9月29日に日華断交）
- 最後の駐日中華民国大使：彭孟緝（大使在任中の1972年9月29日に日華断交）
- 最後の南ベトナム駐箚大使：人見宏（1975年6月27日に離任。後任者が赴任しないまま1976年11月6日付で在南ベトナム大使が廃止）
- 最後の駐日南ベトナム大使：グエン・チュウ・ダン（大使在任中の1975年4月30日に首都サイゴンが陥落し、反共政権が崩壊）
- 最後のシリア駐箚大使：鈴木敏郎（2012年6月5日にペルソナ・ノン・グラータに認定され解任。その後はシリア内戦に起因する人道危機のためシリア駐箚大使を任命せず）
- 最後の駐日シリア大使：ムハンマド・ガッサーン・アル＝ハバシュ（2012年6月6日にペルソナ・ノン・グラータに認定され解任。その後の大使候補者は、日本からアグレマンを得られず）

## 社会

### 過去の時代に生まれた日本人
過去の特定の時代に生まれ、最後まで生存していた日本人（日本国籍者）
- 最後の江戸時代生まれ ※江戸時代から明治時代に切り替わった日付については複数の解釈が存在するため、その解釈の違いによる差異がある。
  - 大政奉還前生まれ：河本にわ（1863年9月17日（文久3年8月5日）- 1976年11月16日）
  - 明治改元の詔発布前生まれ：中山イサ（1868年6月15日（慶応4年6月3日）- 1977年5月25日）
  - 男性：吉川与三太郎（1867年12月9日(慶応3年11月14日) - 1976年1月2日） ※大政奉還後、1867年・慶応3年内
- 最後の19世紀生まれ：田島ナビ（1900年8月4日 - 2018年4月21日）[注釈 27]
  - 男性：木村次郎右衛門（1897年4月19日 - 2013年6月12日）
- 最後の明治時代に生まれた男性：薗部儀三郎（1911年11月6日 - 2024年3月31日）[21]

### 日本国内における死刑
以下いずれも日本国内
- 最後に引回された上で死刑執行された日本人（記録上）：久右衛門[注釈 28]
- 最後に国の機関により磔刑による執行許可が出た日本人：耕雲[注釈 29]
- 最後に国の機関により磔刑による執行許可が出た20歳未満の日本人：房次郎[注釈 30]
- 最後に窃盗の罪により死刑執行された日本人（軍事裁判含む）：宇留根利吉[注釈 31]
- 最後に梟首（獄門）により執行された日本人女性（日本法制史上）：稲イシ[注釈 32]
- 最後に15歳未満で斬首刑の判決が下された日本人（斬首刑未執行の者も含む。）：三浦千代太郎[注釈 34]
- 最後に斬首刑により執行された日本人（日本法制史上、官憲による非合法の死刑執行を含む場合）：小山内スミと小野長之助[注釈 35]
- 最後に公開処刑された日本人（日本法制史上、執行者以外の第三者が観覧した状態での死刑執行）
  - 検察による許可の元、2人以上の民間人が参観していた状態での執行：斎藤甚吉[注釈 36]
  - 検察又は刑事施設の長の許可の元、死刑執行参観者が立ち会っての執行：宇都宮宝石店放火殺人事件と熊谷男女4人殺傷事件加害者[注釈 37]
  - 官憲による非合法の死刑執行 - 小山内スミと小野長之助（上記）
- 戦前（第2次世界大戦終結前）最後に死刑判決が確定し執行された女性：「桐生夫殺し」の加害者[注釈 38]
- 18歳未満で死刑執行された日本人（アメリカ軍軍法会議含む）：札幌市MP刺殺事件の加害者[注釈 39]

### その他
- 最後の越後瞽女：小林ハル（2005年4月25日没）
- 最後に不敬罪が適用された事件と人物：プラカード事件・松島松太郎（1946年5月19日） ※不敬罪により逮捕されたが免訴

## 学問・教育施設
- 最後の男子大学：東洋食品工業短期大学（2008年度から男女共学化）
開学以来、力作業を伴う実習授業が多いことから永らく女子の入学を認めていなかったが、2008年度から男女共学となった。これにより、日本の男子大学は消滅した。
  - 東京薬科大学は大学自体は男女共学であるが、男子校と女子校を統合した経緯や男女数を均等にするため薬学部は3年次までは男女別学で授業を行う。
- 最後の薬学部以外の薬剤師養成課程：広島大学（2006年の薬剤師養成課程の6年制移行に伴う措置）
※かつての薬剤師養成課程は医学部に設置されていることが多かった[注釈 40]が、次第に薬学部として独立していった。広島大では最後まで医学部内に薬剤師養成課程（総合薬学科）を設置していたが、6年制移行に伴って医学部から分離され、薬学部薬学科となった。これにより、薬学部以外の管轄による薬剤師養成課程は消滅した。
- 教養部を設置していた最後の大学：東京医科歯科大学（2024年10月の東京工業大学との合併に伴って名称変更）
2024年10月に東京工業大学と合併し、その影響で「教養部」の名称を廃止。これにより、日本の大学から教養部が消滅した。ただし、合併以降は「ILA国府台」と名称を変えて現在も実質的な教養部を運用中

## 暦
- 最後の公式な太陰太陽暦 - 天保暦
- 最後の公式な太陰太陽暦の閏月 - 明治3年閏10月（グレゴリオ暦1870年11月23日 - 12月21日）
- 最後の公式な太陰太陽暦の日付 - 明治5年12月2日（グレゴリオ暦1872年12月31日）
- 最後の漢字4文字の元号 - 神護景雲（767年8月16日 - 770年10月1日）

※これ以降漢字4文字の元号が使われたことはない。また、元号法に定める元号の選定について、大平内閣下の1979年に定めた要領によって、元号は「漢字2字であること」と定められた。
- 最後の公式な日付としての2月30日 - 明治5年2月30日（グレゴリオ暦1872年4月7日）

※同年12月2日を最後に太陰太陽暦を廃止し、翌日の「明治5年12月3日」となるべき日付を「明治6年1月1日」とするよう改正したため、同年が日本で記録された最後の2月30日となった。

## 貨幣
- 最後の皇朝銭：乾元大宝（958年（天徳2年）鋳造）
- 最後の穴銭（銭銘の種類として）：文久永宝（文久3年 - 慶応3年鋳造）[注釈 41]
- 最後の大判：万延大判（万延元年発行）
- 最後の小判：万延小判（万延元年発行）
- 最後の秤量貨幣：安政丁銀・安政豆板銀（安政6年発行）[注釈 42]
※地方貨幣では、安政銀より後に発行された秋田波銭や秋田鍔銭などに秤量貨幣の可能性がある。
- 最後の兌換紙幣（日本銀行兌換券）
  - 本位貨幣への兌換が行われていた時期に発行されたもの - 乙貳拾圓券（1931年7月21日発行）
  - 兌換停止後に発行された事実上の不換紙幣を含めた場合 - 甲千圓券（1945年8月17日発行）
- 最後の本位金貨の年銘：新20円金貨昭和7年銘
- 新円切替前(旧円)の最後の紙幣：日本銀行券甲千圓券・ろ百圓券・ろ拾圓券（1945年8月17日発行）
- 最後の銭単位の硬貨：小型50銭黄銅貨（1947年 - 1948年発行）
- 最後の銭単位の紙幣：日本銀行券A五銭券（1948年5月25日発行）
- 最後の政府紙幣：板垣退助50銭紙幣（1948年3月10日発行）
- 最後まで法的に有効だった江戸時代発行の貨幣：寛永通宝銅一文銭（1厘）・寛永通宝真鍮四文銭（2厘）・文久永宝（1厘5毛）（1953年、小額通貨整理法により通用停止）
- 最後の一般流通用の銀貨：稲100円銀貨（1959年 - 1966年発行）
- 最後まで法的に有効だった戦前発行の硬貨：新貨条例・貨幣法による本位金貨全種類（1988年、通貨の単位及び貨幣の発行等に関する法律により通用停止）

- 臨時通貨法による臨時補助貨幣として発行された最後の通常硬貨 - 五百円白銅貨（1984年発行開始、通貨の単位及び貨幣の発行等に関する法律施行後は1999年まで「貨幣」として引続き発行）
- 新規制定された最後の偶数単位紙幣：弐千円紙幣（2000年発行開始）[注釈 43]

## 製品
- 赤チンを製造・販売していた最後の企業：三栄製薬（東京都世田谷区）
※2019年5月31日を最後にマーキュロクロム液（通称：赤チン）が日本薬局方から除外されたため、小堺製薬が製造を廃止。これにより三栄製薬が最後の製造・販売企業となった。長年親しまれてきたため、消費者からの要望もあって日本薬局方から除外された後も製造を続けていたが、成分に水銀を含んでいることから、水銀に関する水俣条約により2021年以降は規制対象となるため、2020年12月24日製造分をもって製造を終了した[47][48]。

- 最後の国産両切りタバコ：ピース （2代目）
※2016年5月末までに『しんせい』と『ゴールデンバット』がフィルター化[注釈 44]したため、2016年6月1日以降、国産タバコ最後の両切りタバコとなった。
- 最後のブックマッチ製造メーカー：日東社（兵庫県姫路市）
※2022年7月21日生産終了[49]。
- 最後のワープロ専用機：書院（シャープ）（2003年9月30日生産終了）
- 最後の民生用DAT製品生産メーカー：ソニー（2005年12月生産出荷終了、2006年9月販売終了）
- 最後のフロッピーディスク生産メーカー：ソニー（2011年3月生産終了）
- 最後の録音・再生対応ポータブルMD：MZ-RH1（ソニー）（2011年8月生産終了）
- 最後の国産VHSデッキ：DXR170V（船井電機）（2016年7月生産終了）
- 最後の糸引き飴製造メーカー：耕生製菓（愛知県豊橋市）
※2025年5月に同社の廃業により製造終了。かつては多くの製菓メーカーが製造していたが、製造コストが高い上に材料費高騰の煽りを受けて多くのメーカーが製造を中止。耕生製菓が最後の製造メーカーとなっていた。

## 経済
- 最後の相互銀行：東邦相互銀行（愛媛県松山市）
徳陽相互銀行が普通銀行に転換。これにより、東邦相互銀行が最後の相互銀行となった。その後、1992年4月1日に東邦相互銀行が伊予銀行に吸収合併される形で解散し、相互銀行は全て消滅した。根拠法たる相互銀行法自体はその後も存在していたが、わずか2ヶ月後の1992年6月で相互銀行法が廃止されたため、新たに相互銀行を開業することができなくなった。
- 最後の長期信用銀行：あおぞら銀行（2006年4月1日に普通銀行に転換）
- 手振り（ハンドサイン）による取引が行われていた最後の取引所：中部大阪商品取引所大阪取引センター（2007年8月31日の廃止まで手振りによる取引が行われていた）

## 公共事業

### 三公社
- 最後の日本専売公社総裁：長岡實（在任 1982年6月30日 - 1985年3月31日。1985年の日本たばこ産業株式会社への民営化・改組により職位廃止）[注釈 45]
- 最後の日本電信電話公社総裁：真藤恒（在任 1981年1月 - 1985年3月31日。1985年の日本電信電話株式会社設立により廃止）[注釈 46]
- 最後の日本国有鉄道総裁：杉浦喬也（在任 1985年6月25日 - 1987年3月31日。旅客鉄道株式会社グループへの改組に伴い職位廃止）[注釈 47]

### 五現業
- 最後の日本郵政公社総裁：西川善文（在任 2007年4月1日 - 2007年9月30日。2007年の日本郵政株式会社への移管・分割により廃止）[注釈 48]

## 日本最後の各種施設・建築物
- 最後の（坑内掘りの）炭鉱：北海道釧路市の太平洋炭礦（2002年1月30日閉山[注釈 49]）
- 最後の銅山：温川鉱山・花岡鉱山（1994年3月閉山）
- 最後に完成したバットレスダム：三滝ダム（1937年完成。中国電力所有）
- 最後の灯台守駐在の灯台：女島灯台（2006年11月12日に無人化）

### 城郭（日本の城）
- 最後に完成した、完全な（天守が現存する）城郭建築：松山城（天守本壇が1854年2月落成[注釈 50]）[50]
- 最後に完成した[注釈 51]、天守を有する[注釈 52]日本式城郭：松前城（1849年幕府が築城許可。1854年9月完成）[51]
- 最後に完成した、幕藩体制下の藩による日本式城郭：石田城（1849年幕府が築城許可、1863年6月完成）[52]
- 最後に完成した日本式城郭[注釈 53]：園部城（1868年に明治政府が築城許可、1869年8月に完成）[53][54]
- 最後に完成した、藩が建築した城（稜堡式城郭）：松尾城（1869年9月着工、1870年藩庁などが完成[55][注釈 54]）[注釈 55]
- 個人所有であった最後の現存天守：犬山城（旧城主の成瀬家所有であったが2004年から財団法人所有となる）

## 交通

### 鉄道

#### 路線
- 最後の日本国有鉄道廃線：1987年3月30日、羽幌線（留萌駅 - 幌延駅間、141.1km）
- 昭和最後のJR廃線：1988年10月25日、長井線（赤湯駅 - 荒砥駅間、30.5km。山形鉄道に転換）
- 昭和最後の第三セクター鉄道開業：1988年10月25日、山形鉄道フラワー長井線（赤湯駅 - 荒砥駅間、30.5km。東日本旅客鉄道から転換）
- 最後のスカイレール路線開業：1998年8月28日､スカイレールサービス広島短距離交通瀬野線（みどり口駅 - みどり中央駅間、1.3km。2024年5月1日廃線）[注釈 56]
- 最後の日本鉄道建設公団建設線AB線開業：2002年7月1日、土佐くろしお鉄道ごめん・なはり線（後免 - 奈半利間、42.7km）

#### 列車
- 最後の蒸気機関車牽引の定期旅客列車：1975年12月14日、日本国有鉄道（国鉄）室蘭本線225列車室蘭駅 - 岩見沢駅
  - 最後の蒸気機関車牽引の定期特急列車：ゆうづる（1967年9月30日、牽引区間の常磐線平駅（現・いわき駅） - 仙台駅間の電化完了による。）
- 最後の蒸気機関車牽引の定期貨物列車：1975年12月24日、日本国有鉄道夕張線6788列車
- 最後の混合列車：1987年7月22日、最後まで運行していた三菱石炭鉱業大夕張鉄道線の路線廃止に伴い
- JRにおける最後の非冷房優等列車：急行礼文（2000年3月10日で運行終了）
- 最後の日本海縦貫線全線走破の昼行定期電車特急：白鳥（2001年3月2日で運行終了）[注釈 57]
- JRにおける最後の昼行定期気動車急行：つやま（2009年3月運行終了）
- 最後の定期運行3階建て列車：かもめ、みどり、ハウステンボス（2011年3月11日運行終了）
- 最後の日本海縦貫線全線走破の旅客列車：トワイライトエクスプレス（2015年3月12日出発分をもって運行終了）
- 最後のブルートレイン寝台特急：北斗星（2015年3月13日出発分をもって定期運行が終了。下りは2015年8月21日出発分、上りは2015年8月22日出発分をもって臨時便も終了し、完全引退となった。運行の設定が無いながらも正式な廃止がアナウンスされていない『日本海』を除くと最後のブルートレインである）
- 最後のブルートレイン寝台急行：銀河(2008年3月14日出発分をもって運行終了)
- JRにおける最後の定期急行列車、および、機関車牽引の定期客車列車：はまなす（運行終了はダイヤ上は2016年3月26日だが、実質的には3月20日が上り・翌21日が下りの最終運行日となり、22日以降は運休扱いとなった。運行中止となっている『能登』を除くと、定期・臨時を含め、最後の定期夜行急行列車である）
- 最後のエル特急：しらさぎ、しなの、ひだ（2018年3月17日のダイヤ改正で指定解除、特急となった）
- 最後のトロリーバス （日本国内最後のトロバス） - 立山トンネルトロリーバス（2024年12月1日廃止）[56] 室堂 - 大観峰 間 電気バス転換に伴い 鉄道路線としては廃線。
- 最後の行商専用列車 - 近鉄で運行されていた鮮魚列車（2020年3月13日で運行終了）[注釈 58]

#### 車両
- 最後のお召し列車専用牽引機関車：JR東日本EF58形61号機（2008年退役[注釈 59]・2023年廃車）[注釈 60]
- 新製された最後の皇室用客車：1号御料車（3代）[注釈 61]（1960年就役、2007年退役）[注釈 62]
- 最後の国有の鉄道車輌：国土交通省立山砂防工事専用軌道で使用されている車両[注釈 63]
- 最後の多扉車両（側面5扉以上の車両）および非ラッシュ時の昇降式座席増設機構搭載車両：京阪5000系電車（2021年9月4日営業運転終了）[注釈 64]
- 車籍のあった最後の3軸ボギー客車：JR西日本マイテ49形2号車（2022年10月14日廃車）[注釈 65][注釈 66]
  - ※車籍抹消を経なかった車両としては：JR東日本スエ78形15号車（2007年廃車）[注釈 67][注釈 68]
  - ※営業運転に使用されていた車両としては：三菱石炭鉱業大夕張鉄道スハニ6（1987年、路線の廃止に伴い廃車）[注釈 69][注釈 70]
- 車籍抹消を経ていない最後の国鉄形蒸気機関車：JR西日本C56形160号機[注釈 71]及びC57形1号機[注釈 72]
- JRで営業運転に使用されていた最後の旧式国電：JR西日本クモハ42形001号車（2003年退役）[注釈 73]
- 新製された最後の吊り掛け駆動式電車（電動機等を流用していない完全な新製車）：近鉄モ277形277号車（1990年製造）[注釈 74]
  - ※特急用電車としては：近鉄18000系電車（1965年製造、1982年廃車）[注釈 75]
- 最後のトロリーバス車両：立山黒部貫光8000形無軌条電車（2024年12月、路線の廃止とともに廃車）

#### 駅
- 最後の日本国有鉄道新駅：東矢本駅（仙石線、1987年3月31日開業）
- 大正最後の私鉄新駅：阪神国道駅、今津駅（阪神急行電鉄（後の阪急電鉄）今津線、1926年12月18日開業）
- 昭和最後のJR新駅：北上尾駅（高崎線、1988年12月17日開業）
- 平成最後のJR新駅：Jヴィレッジ駅（常磐線、2019年4月20日開業）

#### 人物
- 最後の鉄道大臣：八田嘉明（在任 1941年12月2日 - 1943年11月1日）[注釈 76]
- 最後の南満州鉄道総裁：山崎元幹（在任 1945年5月5日 - 1945年9月30日。ポツダム宣言受諾による解散により廃止）
- 最後の帝都高速度交通営団総裁：土坂泰敏（在任 2000年6月30日 - 2004年4月1日。東京地下鉄株式会社の発足により廃止）[注釈 77]
- 最後の大阪市交通局長：塩谷智弘（在任 2016年4月1日 - 2018年3月31日。大阪市高速電気軌道株式会社の発足により廃止）[注釈 78]

### 道路
- 自動車の通行が可能だった最後の未舗装国道：国道458号、十部一峠
- 最後の高速自動車国道開通県：徳島県（徳島自動車道藍住IC - 脇町IC間、1994年3月17日開業）

#### 人物
- 最後の日本道路公団総裁：近藤剛（在任 2003年11月20日 - 2005年9月30日。NEXCOへの改組に伴い職位廃止）[注釈 79]
- 最後の首都高速道路公団理事長：橋本鋼太郎（在任 2002年8月 - 2005年9月30日。首都高速道路株式会社への改組に伴い職位廃止）[注釈 80]
- 最後の阪神高速道路公団理事長：木下博夫（在任 2004年7月16日 - 2005年9月30日。阪神高速道路株式会社への改組に伴い職位廃止）[注釈 81]
- 最後の本州四国連絡橋公団総裁：堀切民喜（在任 2003年6月17日 - 2005年9月30日。本州四国連絡高速道路株式会社への改組に伴い職位廃止）[注釈 82]

### 二輪車・四輪車
- 最後の2ストロークエンジン搭載モデル：ヤマハ・RZ50（2007年生産終了）
※四輪車では：スズキ・ジムニー SJ30（1987年販売終了）
- 最後のキャブレターエンジン搭載車
  - 乗用車：ダイハツ・ムーヴ（初代）
  - 商用車：三菱・リベロカーゴ（2002年販売終了）
※軽商用車では：スズキ・アルト（5代目）、2000年12月のマイナーチェンジまで。
- 最後のロータリーエンジン搭載車（駆動用として）：マツダ・RX-8（2012年生産終了）　
※発電用としてはマツダ・MX-30の2023年11月以降の一部モデルに搭載
- 最後のリトラクタブル・ヘッドライト車：マツダ・RX-7（2002年販売終了）
- 最後の手動式チョーク車：マツダ・ボンゴ （3代目）（1999年販売終了）
- 最後の4気筒エンジン搭載軽自動車：ダイハツ・コペン （初代）（2012年8月生産終了）
- 最後の販売チャンネルごとに取り扱い車種が異なった自動車メーカー：トヨタ自動車（2020年5月から全店併売開始）

### 航空

#### 航空機
- 最後のエンジン3基以上の商用旅客機：エアバスA380（2021年、ANAホールディングスに納入されたJA383A機）[注釈 83]
※プロペラ機では：ダグラス DC-6（1969年4月26日に日本航空から除籍されたJA6207機）
※ターボプロップ機では：ビッカース バイカウント（1970年10月28日に全日本空輸から除籍されたJA8203機）
- 最後のエンジン3基以上の商用貨物機：ボーイングB747-8F（2014年、日本貨物航空に納入されたJA17KZ機）[注釈 84]
※プロペラ機では：ダグラス DC-7（1965年6月10日に日本航空から除籍されたJA6303機）
- 国内路線で運用されていた国産旅客機：YS-11（2006年9月30日、日本エアコミューター[注釈 85]での運航終了）

#### 人物
- 最後の新東京国際空港公団総裁：黒野匡彦（在任 2002年7月30日 - 2004年3月31日。成田空港株式会社への改組に伴い職位廃止）[注釈 86]

## 郵便
- 平成最後の郵便局開局：イオンモール船橋内郵便局（2019年4月25日開局）
- 平成最後の郵便局廃局：三好莇生簡易郵便局（2019年4月22日廃局）
- 最後のオフライン郵便局：東の川簡易郵便局（2005年4月1日廃止）、的場簡易郵便局（2005年4月1日一時閉鎖、2007年4月30日廃止）
- 最後の大都市型簡易郵便局（シティ・ポスト）：池袋西武簡易郵便局（2018年9月1日一時閉鎖、2021年3月1日廃止）

## 電気通信
- 最後の手動交換式電話：小笠原諸島（1983年自動化）、本土では北海道増毛町雄冬（1978年）
- 最後のICカード公衆電話：NTT東日本・NTT西日本（2006年3月31日サービス終了）
- 最後の個人向けページャー：東京テレメッセージ（2019年9月30日サービス終了）
- 最後の公衆向けPHS[注釈 87]：Y!mobile（ソフトバンク）（2023年3月31日サービス終了）
- 最後の第1世代移動通信システム（1G）：TACS方式（2000年9月30日サービス終了）
- 最後の第2世代移動通信システム（2G）：IDO・DDIセルラーグループ（現・au）(2012年7月22日停波、同年7月24日失効）
- 最後の第3世代移動通信システム（3G）：NTTドコモ（2026年3月31日サービス終了予定）
- NTT支店・営業所における最後の営業窓口があった店舗：NTT群馬支店（2013年3月29日廃止）
- 最後の5桁（先頭の0（国内開放番号）を含めば6桁）の市外局番 - (0)15829 （北海道網走支庁管内紋別郡滝上町、2006年(平成18年)3月1日02:00付で(0)158-29に変更）
  - 4桁 （先頭の0（国内開放番号）を含めば5桁）の市外局番は少数ながら現存している。
- 最後の9桁の電話番号 - 0460-x-xxxx （神奈川県足柄下郡箱根町及び静岡県裾野市茶畑の一部。2007(平成19)年2月25日付で0460-8x-xxxxに変更）

## エンターテインメント

### 映画

#### 人物
- 最後の映画看板師：久保板観（2018年2月4日死去）

### テレビ

#### 放送局
- 最後のアナログ放送：2012年3月31日12時00分00秒（岩手・宮城・福島）[注釈 88]
- 親局がVHF波として開局した最後の民放テレビ局：財団法人日本科学技術振興財団テレビ事業本部東京12チャンネル（科学テレビ）（現在のテレビ東京）（1964年4月12日開局）[注釈 89]
- 親局がアナログで開局した最後の民放テレビ局：とちぎテレビ（1999年4月1日開局）[注釈 90]
- 昭和時代に開局した最後の民放テレビ局：テレビせとうち（1985年10月1日開局）[注釈 91]
- 最後のアナログハイビジョン放送：2007年10月1日1時00分00秒
- 最後のラジオ・テレビ兼営局：近畿放送（現：京都放送）（ラジオは1951年12月25日、テレビは1969年4月1日にそれぞれ開局）
- ラジオ・テレビ兼営局で社名に「ラジオ」が付いた最後の局：ラジオ中国（現：中国放送）（1967年3月31日まで。翌日現社名に変更）[注釈 92]

#### テレビ番組
- 最後のセルアニメ：『サザエさん』（1969年10月5日から2013年9月29日放映分まで、フジテレビ系）
※完結までセルアニメだった最後の作品：『アストロボーイ・鉄腕アトム』（2003年4月6日から2004年3月28日まで、フジテレビ系）
- 最後のモノラル放送のテレビドラマ：『SALE!』（1995年4月18日から6月27日まで、朝日放送制作・テレビ朝日系『火曜ドラマ』）

### ラジオ
- 最後の常設AMラジオ局：茨城放送（現：LuckyFM）、ラジオ栃木（現：栃木放送）（1963年4月1日開局）
- 昭和時代に開局した最後の民放ラジオ局：エフエム埼玉（現：FM NACK5）（1988年10月31日開局）[注釈 93]
- 20世紀に開局した最後の民放ラジオ局：FM PORT（2000年12月20日開局。2020年6月30日閉局）[注釈 94]
- 平成時代に開局した最後の県域ラジオ局：InterFM NAGOYA（後のRadio NEO）（2014年12月20日開局。2020年6月30日閉局）[注釈 95]
- 平成時代に開局した最後の地上波ラジオ局：FM.クマガヤ（2019年4月3日開局）
- 最後のAMラジオ正規中継局：NHK新温泉ラジオ中継放送所（2017年12月1日開局）
- 最後のFM文字多重放送：AIR-G'（2016年9月30日サービス終了）
- 最後のCS-PCM音声放送：ミュージックバード（2011年7月31日PCM音声放送を停止）

### 音楽
- 最後のSPレコード：『日本晴れだよ』（1962年2月生産終了）
- 最後の国産ソノシートレコード：『Dear My Friend 〜Love like powderly snow〜』の初回特典として封入されたもの（2005年発売。現在は販売終了）
- 最後のレーザーディスク：川中美幸『金沢の雨』（2007年3月生産終了）[57]
- 最後のミニディスク：倉木麻衣『ALL MY BEST』（品番：VNYM-9001-2）（2009年発売。現在は販売終了）
  - 最後の録音用ミニディスク:ソニー製品（品番：MDW80T）(2025年2月生産終了)

### 芸能
- 最後の日本俳優協会会長：四代目坂田藤十郎(2020年在任のまま死去。）[注釈 96]

## スポーツ

### ラグビー
- 最後の日本ラグビーフットボール選手権大会優勝大学：早稲田大学（1987年度大会、1988年1月15日）
- 最後の日本ラグビーフットボール選手権大会出場大学：帝京大学（2016年度大会、2017年1月21日。翌年より大学チーム出場枠撤廃）
- 最後の日本ラグビーフットボール選手権大会優勝チーム：パナソニックワイルドナイツ（2021年度大会、2021年5月23日。同年度を最後に大会自体終了）

### サッカー
- 最後の天皇杯全日本サッカー選手権大会優勝大学：早稲田大学（1966年度大会、1967年1月15日）
- 現役として日本サッカーリーグに在籍経験がある最後のプロサッカー選手：三浦知良（2024年現在現役。1990年、読売クラブに加入）
- Jリーグ初年度（1993年）より現役だった最後のJリーガー：伊東輝悦（2024年引退）
- 最後の昭和の戦前生まれのJリーグ監督：松本育夫（1941年（昭和16年）11月3日生。2013年、栃木SC監督を退任）
- 現役として消滅クラブに在籍経験のある最後のプロサッカー選手 ※譲渡などによるクラブ名のみの消滅（クラブ存続と見なす）は除く
  - 鳥栖フューチャーズ（1996年消滅）：加藤竜二（2007年に一度現役引退も、2014年に1シーズン限定で現役復帰）
※現役を継続した者では大森征之（2009年引退）
  - 横浜フリューゲルス（1999年消滅）：遠藤保仁（2024年引退）
- 監督として上記消滅クラブとの対戦経験がある最後のJリーグ監督
  - 横浜F：西野朗（2015年、柏監督を退任）
- 最後のJリーグレギュラーシーズンのPK戦：1998年11月3日に日本平スタジアムで行われた清水対V川崎戦（このシーズンを最後にレギュラーシーズンのPK戦廃止）
  - PK戦でゴールマウスを守った最後の選手：真田雅則
- 最後のJリーグレギュラーシーズンの延長戦：2002年11月30日に札幌ドームで行われた札幌対広島戦（このシーズンを最後にレギュラーシーズンの延長戦廃止。Vゴールで決着した最後の試合でもある）
  - 最後のVゴールを決めた選手：曽田雄志
- 最後の天皇杯のVゴール：2004年12月19日に香川県立丸亀競技場で行われた準々決勝の札幌対磐田戦（この大会を最後にVゴール廃止）
  - 最後のVゴールを決めた選手：川口信男
- 平成最後の得点を決めた選手：興梠慎三（2019年（平成31年）4月28日にIAIスタジアム日本平で行われた清水対浦和戦後半アディショナルタイム）

### アメリカンフットボール
- 最後のライスボウル優勝大学：立命館大学パンサーズ（2009年大会）
- 最後のライスボウル出場大学：関西学院大学ファイターズ（2021年大会。翌年からライスボウルは社会人日本一決定戦に変更）

### 野球
※以下、特に断りのない限り「プロ野球」は日本野球機構を示す。また、選手・監督については、特に断りのない限り、最後まで選手・監督であった人物を示す。
- 最後の明治生まれのプロ野球選手：岩本義行（1957年引退。1912年（明治45年）3月11日生）
- 最後の大正生まれのプロ野球選手：関根潤三（1965年引退。戸籍上は1927年（昭和2年）3月15日の生まれだが、実際の生年月日は1926年（大正15年）12月25日。関根潤三#人物を参照）
※戸籍上の大正生まれで最後まで現役だったのは：共に1963年に引退した関口清治（1925年（大正14年）10月9日生）と飯田徳治（1924年（大正13年）4月6日生）
- 最後の昭和の戦前生まれのプロ野球選手：渡辺秀武（1982年引退。1941年（昭和16年）9月16日生）
- 最後の昭和の戦前入団のプロ野球選手：日比野武・古川清蔵（共に1959年引退）
※日比野は1939年、古川は1941年入団
- 最後の1リーグ時代（1949年まで）入団のプロ野球選手：飯田徳治・関口清治・田宮謙次郎・岡本伊三美（何れも1963年引退）
※飯田は1947年、関口は1948年、田宮と岡本は1949年入団[注釈 97]
- 最後のドラフト制度導入前（1965年まで）入団のプロ野球選手：衣笠祥雄（1987年引退。1965年入団）
- ドラフト制度導入後にドラフト外入団した最後のプロ野球選手：石井琢朗（2012年引退。1988年入団）
※1990年のドラフト外入団廃止後、外国学校を卒業した日系人の特例として認められた唯一のドラフト外入団として最後にドラフト外入団した選手としては：古河有一（1999年引退。1992年入団）
- 最後の昭和時代入団のプロ野球選手：山本昌[注釈 98]・中嶋聡[注釈 99]（共に2015年引退）
※山本は1984年、中嶋は1987年入団
※昭和時代にドラフト指名された選手としては：谷繁元信（山本・中嶋と同じく2015年引退。1988年（昭和63年）指名、1989年（平成元年）入団）
- 最後の20世紀入団のプロ野球選手：福留孝介（2022年引退。1999年入団）
※20世紀にドラフト指名された選手としては：中島宏之（2025年引退。2000年指名、2001年入団）
- 最後の育成選手制度導入前（2005年まで）入団のプロ野球選手：石川雅規・中村剛也・栗山巧・涌井秀章（何れも2025年現在現役）
※石川と中村と栗山は2002年、涌井は2005年入団
- アマチュアとしてオリンピックに出場した最後のプロ野球選手：石川雅規（2000年シドニーオリンピック。2025年現在現役）
- 最後のプロ野球シーズン30勝投手：皆川睦雄（1968年達成。31勝）
- 最後のプロ野球通算300勝投手：鈴木啓示（1985年引退。通算317勝）[注釈 100]
- 背番号3ケタで支配下選手登録された最後の選手：ナタナエル・マテオ（2002年シーズンの広島カープで「107」を使用）[注釈 101]
- 最後の明治生まれのプロ野球監督：レオ・ドローチャー（1905年（明治38年）7月27日生。ただし、1976年、太平洋クラブとの契約直後に病気で倒れ、来日できなかったため実際に指揮は執っていない）
※実際に試合で指揮を執った監督では：三原脩（1911年（明治44年）11月21日生。1973年、ヤクルト監督を退任）
- 最後の大正生まれのプロ野球監督：根本陸夫（1926年（大正15年）11月20日生。1994年、ダイエー監督を退任）
- 最後の昭和の戦前生まれのプロ野球監督：高木守道（1941年（昭和16年）7月17日生。2013年、中日監督を退任）
- 最後のプロ野球選手未経験のプロ野球監督（日本国籍保持者）：藤本定義（1968年、阪神監督を退任）
- 最後のIBAFワールドカップ日本代表監督：小島啓民（2011年パナマ大会）
- 最後のオリンピック野球日本代表監督：稲葉篤紀（2020年東京オリンピック）
- 現役として消滅球団に在籍経験がある最後のプロ野球選手
※消滅順。譲渡などによる球団名のみの消滅（球団存続と見なす）は除く
  - 東京セネタース～翼軍[注釈 102]（1940年球団消滅）：野口明（1956年引退）
  - 名古屋金鯱軍（1940年球団消滅）：長島進（1952年引退）
  - イーグルス（戦前）～黒鷲軍～大和軍（1943年球団消滅）：小松原博喜（1957年引退）
  - 大洋軍～西鉄軍[注釈 103]（1943年球団消滅）：野口明（先述）
  - 西日本パイレーツ（1950年球団消滅）：関口清治（1963年引退）
  - 大東京軍～松竹ロビンス[注釈 104]（1952年球団消滅）：後藤修（1963年引退）
  - 高橋ユニオンズ[注釈 105]（1956年球団消滅）：石川進（1969年引退）
  - ゴールドスター～大映ユニオンズ[注釈 106]（1957年球団消滅）：八田正（1971年引退）
  - 近鉄パールス～大阪近鉄バファローズ（2004年球団消滅）：坂口智隆（2022年引退）
- 現役として上記消滅球団との対戦経験がある最後のプロ野球選手
  - 翼軍・名古屋金鯱軍：日比野武[注釈 107]（1959年引退）
  - 大和軍・西鉄軍：別所毅彦[注釈 108]（1961年引退）
  - 西日本・松竹：金田正一（1969年引退）
  - 高橋・大映：野村克也（1980年引退）
  - 大阪近鉄：中村剛也、栗山巧（2025年現在現役）
- 現役投手として上記消滅球団との対戦で登板し、尚且つ当該球団から白星を挙げた経験のある最後のプロ野球選手
  - 翼軍・名古屋金鯱軍：藤村富美男・西沢道夫（共に1958年引退）
※野手へのコンバートを経験せずに投手登録のまま引退した選手では：ヴィクトル・スタルヒン（1955年引退）
  - 大和軍・西鉄軍：別所毅彦（1961年引退）
  - 西日本・松竹：金田正一（1969年引退）
  - 高橋・大映：米田哲也（1977年引退）
  - 大阪近鉄：和田毅（2024年引退）
- 監督として上記消滅球団との対戦経験がある最後のプロ野球監督
  - 翼軍・名古屋金鯱軍・黒鷲軍・大洋軍：松木謙治郎[注釈 109]（1970年途中、東映監督を退任）
  - 西日本[注釈 110]・松竹：水原茂（1971年、中日監督を退任）
  - 高橋・大映：別当薫[注釈 111]（1979年、横浜大洋監督を退任）
  - 大阪近鉄：伊東勤（2017年、千葉ロッテ監督を退任）
- 最後のプロ野球（一軍）の没収試合：1971年7月13日に西宮球場で行われた阪急対ロッテ戦（規定は現在もあるが、これ以降実際に適用された例はない）
- 最後のプロ野球のサスペンデッドゲーム：1987年5月23日に行われた南海対ロッテ戦。7月8日再開試合（パシフィック・リーグのみ規定されていたが、これ以後実施例がなく、2012年限りで規定自体が廃止された）
- 最後のプロ野球のダブルヘッダー：1998年10月10日に横浜スタジアムで行われた横浜対中日戦[58]（規定は現在もあるが、これ以降実施された例はない[注釈 112]）
  - ダブルヘッダーを経験した最後の現役選手：福浦和也（2019年引退）
- 両チームが9人制で戦った最後のパシフィック・リーグ公式戦：1974年10月9日に宮城球場で行われたプレーオフ第3戦の阪急対ロッテ戦（翌1975年からパ・リーグではDH制が導入されたため）
- セントラル・リーグ最後の引き分け再試合：2000年10月10日に行われたヤクルト対横浜28回戦（翌2001年から引き分け再試合が廃止されたため）
- 延長戦で13回以降に及んだ最後の試合：2010年11月6日に行われた日本シリーズ第6戦（2018年から日本シリーズの延長戦が12回までに短縮されたため）
  - 公式戦では：2000年8月24日に行われた阪神対ヤクルト戦（翌2001年から公式戦の延長戦が12回までに短縮されたため）
- 昭和最後の本塁打を打った選手：石毛宏典（1988年10月27日に西武球場で行われた日本シリーズ第5戦西武対中日戦9回裏）
  - 公式戦では：中嶋聡（1988年10月23日に西宮球場で行われた阪急対ロッテ戦26回戦4回裏）
- 昭和最後の完全試合を達成した投手：今井雄太郎（1978年8月31日に宮城球場で行われた阪急対ロッテ戦。NPB史上初の指名打者制度ありでの達成でもある）
- 平成最後及び20世紀最後の完全試合を達成した投手：槙原寛己（1994年5月18日に福岡ドームで行われた巨人対広島戦。平成初にして唯一の達成でもあり、また、史上初にして唯一のドーム球場での達成でもある）
- 20世紀最後の本塁打を打った選手：城島健司（2000年10月28日に東京ドームで行われた日本シリーズ第6戦巨人対ダイエー戦4回表）
  - 公式戦では：初芝清（2000年10月16日に千葉マリンスタジアムで行われたロッテ対オリックス戦27回戦4回裏）
- 平成最後の本塁打を打った選手：サビエル・バティスタ（2019年4月30日に阪神甲子園球場で行われた阪神対広島戦4回戦8回表）
- 偵察オーダーが組まれた最後の公式戦：2011年10月8日にナゴヤドームで行われた巨人対中日20回戦（翌2012年から予告先発投手がセントラル・リーグに導入され、先行して導入していたパシフィック・リーグとあわせて全公式戦で予告先発投手が導入されたため）
  - 偵察メンバーとして起用された最後の選手：西村健太朗

### バスケットボール
- 最後の天皇杯優勝大学：明治大学（第50回大会、1975年）
- 現役としてJBLスーパーリーグ移行前のバスケットボール日本リーグに在籍経験のある最後のプロバスケットボール選手：折茂武彦（2020年引退。1993年、トヨタ自動車に加入）
- 現役としてJBLスーパーリーグに在籍経験のある最後のプロバスケットボール選手：田臥勇太・五十嵐圭（何れも2025年6月現在現役）
※田臥は2002年にトヨタ自動車、五十嵐は2003年に日立にそれぞれ加入

### 相撲
- 最後の看板大関：鉄石城五郎（文化10年（1813年）初土俵）
- 江戸相撲における最後の無勝負の取組：千年川 - 荒馬戦（元治2年（1865年）2月場所3日目）
  - 無勝負は大坂相撲では大正初期まで存続。
- 大関から直接平幕へ陥落した最後の力士：鳳凰馬五郎（1900年（明治33年）5月場所）
- 大関から直接小結へ陥落した最後の力士：能代潟錦作（1933年（昭和8年）1月場所）
- 直前場所が負け越しでない成績で大関から関脇以下に陥落した最後の力士
  - 番付が場所ごとに編成される状態で（後述の昭和初期特有の例と区別するため）、直前場所を皆勤で勝ち越しながら大関から陥落した例 - 大碇紋太郎 (1896年5月場所、直前場所5勝3敗2休、1休は当時千秋楽には幕内力士が出場しなかったことによるもの、もう1休は相手力士の休場によるもの、よって実質皆勤)
  - 皆勤し五分の星で大関から陥落した最後の例 - 九州山十郎 (1919年5月場所、直前場所5勝5敗)
  - 大関陥落の直前場所が勝ち越しではあるが、番付編成が直前1場所ではなく直前2場所の成績によって評価されており（昭和初期特有の番付編成）、直前2場所の合計が負け越しとなる例 - 能代潟錦作 (1933年1月場所、直前場所は6勝5敗、直前2場所の合計は9勝12敗1分)
- 旧両国国技館における最後の大相撲本場所幕内優勝力士：羽黒山政司（1946年（昭和21年）11月場所）
- 蔵前国技館における最後の大相撲本場所幕内優勝力士：多賀竜昇司（1984年（昭和59年）9月場所）
- 蔵前国技館での本場所を経験した最後の力士：栃天晃正嵩（2011年5月場所限りで引退。出場場所としては同年1月場所が最後）
- 蔵前国技館で幕内を経験した最後の力士 - 水戸泉政人（蔵前国技館最後の場所である1984年9月場所が新入幕）
- 昭和時代に幕内を経験した最後の力士：安芸乃島勝巳（2003年5月場所限りで引退）
- 横綱免許を与えられた最後の大相撲横綱力士：千代の山雅信（第41代）
- 年寄名跡で現役を経験した最後の力士 - 東関善三郎（1930年10月場所限りで引退）
- 二枚鑑札で相撲部屋を継承した最後の力士：栃錦清隆（1959年（昭和34年）継承。二枚鑑札自体は前年の1958年（昭和33年）に廃止されたが、親方の死去によって特例として認められた)
- 戦前に幕内優勝を経験した最後の存命者 - 綾櫻由太郎（1931年（昭和6年）秋場所に10勝1敗で優勝、1982年（昭和57年）12月8日死去）
- 江戸時代生まれの最後の行司：18代木村庄之助（万延元年（1860年）生まれ、1925年6月11日死去）
- 明治生まれの最後の行司：26代木村庄之助（1912年（明治45年）1月2日生まれ、1976年11月場所停年退職。相撲協会員全体として明治生まれ最後でもある）
- 戦前生まれの最後の行司：34代木村庄之助（1943年4月21日生まれ、2008年3月場所停年退職）
- 式守伊之助を経験せず木村庄之助を襲名した最後の行司：23代木村庄之助（木村庄之助の襲名期間：1960年1月 - 1962年11月）
- 10歳以下でデビューし最終的に木村庄之助になった最後の行司：29代木村庄之助（1936年3月26日生まれ、1945年11月行司デビュー、2001年3月停年退職）
- 大坂相撲最後の横綱：宮城山福松
- 大坂相撲最後の大関：荒熊谷五郎・錦城山勇吉・若木戸鶴五郎
- 大坂相撲の在籍経験者の最後の年寄：5代中村（楯甲新蔵、1966年1月2日死去）
- 大坂相撲の在籍経験者の最後の行司：25代木村庄之助（1972年3月場所停年退職）
- 京都相撲最後の横綱：大碇紋太郎
- 京都相撲最後の大関：國ヶ岩夘八
- 昭和時代に本場所で白星を挙げた最後の力士：大乃国康（1988年九州場所結びの一番で千代の富士貢に勝利）
- 平成時代に本場所で白星を挙げた最後の力士：白鵬翔（2019年春場所結びの一番で鶴竜力三郎に勝利）
- 昭和時代に初土俵を踏んだ最後の力士：華吹大作（1986年3月場所初土俵。2022年1月場所で引退）[59]
- 昭和時代に初土俵を踏んだ最後の関取経験力士：魁皇博之（1988年3月場所初土俵、2011年7月場所引退）
- 張出前頭の最後の適用例：太寿山忠明（1983年7月場所。東張出前頭9枚目）
- 番付に張出が設けられた最後の場所：1994年（平成6年）5月場所
- 最後の預りの取組：東富士 - 吉葉山戦（1951年9月場所12日目）
  - 預りは制度としては大正末期に廃止されたが、昭和に入ってからも2度記録されている。
- 関取での最後の引分の取組：三重ノ海 - 二子岳戦（1974年9月場所11日目、幕内）
- 幕下以下も含めた最後の引分の取組：市ノ渡 - 梅の里戦（1986年7月場所5日目、幕下）
- 関取での最後の痛み分けの取組：宮柱 - 清乃森戦（1964年11月場所7日目、十両）
- 幕下以下も含めた最後の痛み分けの取組：総ノ浪 - 秀錦戦（1999年1月場所14日目、序二段）
  - 引分・痛み分けに関しては、規定は現在もあるが、これ以降実際に適用された例はない。
- 戦前・戦中生まれの最後の横綱：北の富士勝昭（1942年3月28日生まれ、1974年7月場所引退）
- 戦前・戦中生まれの最後の力士：高見山大五郎（1944年6月16日生まれ、1984年5月場所引退）
- 戦前・戦中生まれの最後の日本出身力士：牧本英輔（1941年8月13日生まれ、1982年11月場所引退）
- 戦前・戦中生まれの最後の三役経験力士：高見山大五郎（最高位・東関脇）
- 公傷制度が適用された最後の力士：琴ノ若晴將（2003年11月場所）
- 幕下10枚目格付出が適用された最後の力士 - 大の里泰輝（2023年5月場所初土俵）
- 幕下15枚目格付出が適用された最後の力士 - 阿武剋一弘（2023年11月場所初土俵）
  - 幕下の10枚目格及び15枚目格付出は、2023年9月場所後の理事会で廃止された。

### ボクシング
- 13ラウンド以上で決着になった最後のプロボクシング公式試合：WBA世界フライ級タイトルマッチ、イラリオ・サパタVS穂積秀一（1986年4月7日）。サパタの15回判定勝利。
- 最後の15ラウンド制のプロボクシング公式試合：WBA世界バンタム級タイトルマッチ、六車卓也VS朴讃栄（1987年5月24日）。朴の11回TKO勝利。
- 最後の12ラウンド制のプロボクシング地域タイトルマッチ：東洋太平洋・WBOアジアパシフィックライトヘビー級王座決定戦、マキシム・サゾノフVSアリ・ハイフェーズ（2025年8月4日）。サゾノフの6回TKO勝利。
- WBA・WBC分立前最後の世界チャンピオン：小林弘（1969年1月18日WBC王座剥奪）[注釈 113]
- 最後の昭和デビューのプロボクシング世界チャンピオン：星野敬太郎（2002年7月29日王座陥落。1988年（昭和63年）11月3日デビュー）
※JBC非公認を含めると：西澤ヨシノリ（2013年8月5日王座返上。1986年（昭和61年）10月21日デビュー）
- 昭和時代に世界王座を奪取した最後のプロボクサー：井岡弘樹（1987年（昭和62年）10月18日王座奪取）
- 20世紀に世界王座を奪取した最後のプロボクサー：星野敬太郎（2000年12月6日王座奪取）
- 平成時代に世界王座を奪取した最後のプロボクサー
  - 男子：京口紘人（2018年（平成30年）12月31日王座奪取）
  - 女子：佐伯霞（2019年（平成31年）4月27日王座奪取）
- 昭和時代に日本王座を奪取した最後のプロボクサー：島村聡一（1988年（昭和63年）12月22日王座奪取）
- 20世紀に日本王座を奪取した最後のプロボクサー：中野吉郎（2000年12月5日王座奪取）
- 平成時代に日本王座を奪取した最後のプロボクサー（共に2019年（平成31年）4月21日王座奪取）
  - 男子：永野祐樹
  - 女子：満田美紀
- 平成時代に勝利した最後のプロボクサー：竹中関汰（2019年（平成31年）4月29日勝利）
- 37歳定年で引退した最後のプロボクサー：根本裕也（2023年3月11日引退。同年7月限りで制度廃止）

### 競馬
- 調騎分離以前で八大競走を制した最後の騎手兼調教師：渋川久作（1944年帝室御賞典・春。優勝馬ヒロサクラ）[注釈 114]。
- 繋駕速歩競走が行われた最後の競馬場：盛岡競馬場（1971年6月を最後に廃止）[注釈 115]
  - 中央競馬では1968年12月、中京競馬場で行われたレースが最後。[注釈 116]
- 騎乗速歩競走が行われた最後の競馬場：益田競馬場（1972年9月を最後に廃止）[注釈 117]
- グレード制導入前の最後の八大競走優勝馬：リードホーユー（1983年有馬記念）
  - グレード制導入前の八大競走優勝馬で最後まで現役だった馬：シャダイソフィア（1983年桜花賞。1985年10月27日スワンステークスで故障・予後不良）[注釈 118]。
- グレード制導入前の最後の八大競走優勝騎手：田原成貴（1983年有馬記念。上記のリードホーユーに騎乗）[注釈 119]
- グレード制導入前の最後の八大競走優勝調教師：服部正利（1983年有馬記念。上記のリードホーユーを管理）
- 日本におけるサラ系の最後
  - 年度代表馬および八大競走勝利馬:ヒカリデユール（1982年有馬記念）
  - 現3歳クラシック勝利馬：ハシハーミット（1979年菊花賞）
  - GI優勝馬:キョウワサンダー（1984年エリザベス女王杯。最初で最後。）
  - 中央競馬重賞勝利馬：マイネルビンテージ（2000年京成杯）
  - 地方競馬重賞勝利馬：ゴーディー（2012年・2017年サンタアニタトロフィー）
- JRA賞における最後の最優秀アラブ：ムーンリットガール（1995年。この年を最後に廃止。）
- JRA賞における最後の最優秀父内国産馬：ダイワスカーレット（2007年。この年を最後に廃止。）
- JRA賞における最後のGI未勝利のJRA賞受賞馬：ダイヤモンドビコー（2002年JRA賞最優秀4歳以上牝馬）[注釈 120]
- JRA賞における最後の重賞未勝利のJRA賞受賞馬：ミホシンザン（1986年JRA賞最優秀父内国産馬)[注釈 121]
- 中央競馬における最後の父内国産馬限定重賞：中日新聞杯（2008年に牡牝混合競走に変更）
- 中央競馬における最後の競走名のないオープン平地特別競走：3歳オープン（1995年9月24日、函館競馬場）
- 最後のアラブ系限定競走：開設60周年記念アラブ特別レジェンド賞（2009年9月27日、福山競馬場）[注釈 122]
- 単枠指定制度が適用された最後の馬：レオダーバン（1991年セントライト記念）[注釈 123]。
- 競馬学校設立前の馬事公苑騎手養成課程出身騎手で最後の現役騎手：木幡初広（2018年3月31日引退。）[注釈 124]。

### マラソン
- 旧・国立競技場[注釈 125]を発着点とするマラソン競技大会[注釈 126]における最後の優勝選手
  - 男子：アンベッセ・トロッサ（エチオピア、2006年第27回東京国際マラソン）
※日本人選手では高岡寿成（カネボウ、前年の第26回同大会）
  - 女子：尾崎好美（第一生命、2008年第30回東京国際女子マラソン[注釈 127]）
- 旧・国立競技場を発着点とするマラソン競技大会における最後のフィニッシュランナー（同競技場のマラソンゲートをくぐった最後の選手）：石倉ミキ（チーム怪速亭、2008年第30回東京国際女子マラソン総合174位）[60]

## 囲碁・将棋

### 囲碁
- 最後の世襲制囲碁本因坊：本因坊秀哉二十一世（1936年に選手権戦制に移行）
- 大正生まれ最後の現役囲碁棋士：杉内雅男九段（1920年（大正9年）10月20日生。2017年11月21日死去）

### 将棋
- 最後の世襲制将棋名人：関根金次郎十三世名人（1935年3月26日付で世襲を廃止、実力制名人戦制に移行）
- 明治生まれ最後の現役将棋棋士：小堀清一九段（1912年（明治45年）2月10日生。1987年4月引退）
- 大正生まれ最後の現役将棋棋士：丸田祐三九段（1919年（大正8年）3月30日生。1996年3月引退）
- 戦前生まれ最後の現役将棋棋士：加藤一二三九段（1940年（昭和15年）1月1日生。2017年6月20日引退）